# Château de Bouillé
Pour les articles homonymes, voir Bouillé.
Les ruines du château de Bouillé, du XVe siècle/XVIe siècle, se trouvent sur la commune de Torcé-Viviers-en-Charnie, en Mayenne.
Il reste aujourd'hui de l'ancien château une tour transformée en maison d'habitation. 
Au début du XXe siècle l'Abbé Angot décrivait ainsi ce qu'il en restait : « Les ruines, qui couvrent aujourd'hui un espace de plusieurs hectares, présentent encore quelques parties intéressantes : le vieux logis, simples servitudes du château probablement; la grosse tour, avec ses sous-sols voûtés; la chapelle ou crypte à-demi enterrée; la tour du trésor, en style de la Renaissance, bel échantillon de ce qu'était le dernier château, bâti de 1490 à 1510. Entre ces édifices plus ou moins ruineux, les fondations des bâtiments principaux s'enchevêtrent dans tous les sens, et, quoiqu'on ne puisse plus reconstituer leur ensemble, laissent l'impression d'une des plus regrettables dévastations commencée par les éléments et achevée par les hommes. Les textes seuls peuvent aujourd'hui faire parler ces ruines et ces décombres. »

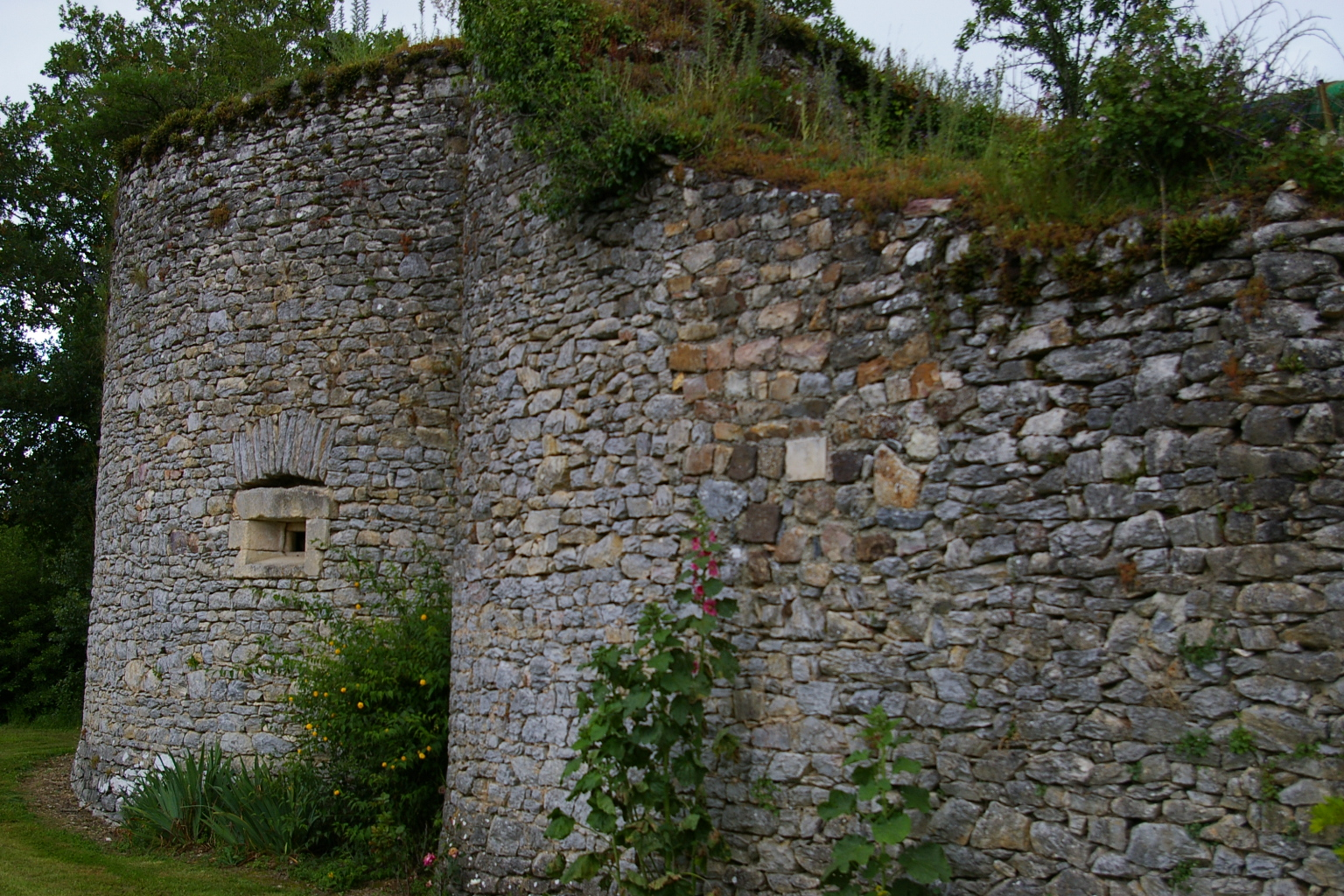
Les remparts du château de Bouillé

## Géographie
La vallée, où le château était situé à 1 km au nord du bourg de Torcé, entre les buttes de Viviers au sud et celles de Voutré au nord, donne naissance à des cours d'eau dont les uns s'en vont à l'Erve, les autres à la Vègre. Bouillé se situe au point de séparation des deux bassins.

## Histoire
- Pendant la guerre de Cent Ans, les Anglais s'emparent de ce château; ils en sont chassés par Ambroise de Loré, défenseur de Sainte-Suzanne.

## Description du château auXVIIesiècle
René de Quatrebarbes décrit ainsi le domaine et le château tels qu'il les avait vus au milieu du XVIIe siècle :
- La terre de Bouillé est de si grande étendue, qu'outre la forest de Charnie que l'on voit du château de Bouillé, elle est composée des seigneuries de sept ou huit paroisses et enrichie de soixante métairies situées dans la vallée de l'Erve, le meilleur pays du Maine; lesquels lieux sont tous bâtis comme des maisons de noblesse et accompagnés de bois de futaye. Le château et le bourg de Bouillé furent brûlés au moment de la guerre des Anglois, ce qui força Foucquet de Bouillé et Jeanne de Boisgamats, sa femme, à se réfugier dans la ville de Laval et à demeurer pendant quelque temps, tantôt dans une maison de la rue de la Rivière, tantôt au Boisgamaz. Le château de Bouillé, augmenté successivement, ressembloit plutôt à une ville qu'à une maison particulière; aussi l'incendie dont nous venons de parler, força à le rebâtir et à en faire une des plus belles maisons du royaume.

- Le château, écrit-on en 1689, est composé d'un entier corps de logis, où il y a plusieurs accompagnements et logements de salles basses et hautes, chambres et antichambres, cabinets, cuisines, offices, caves au-dessous, une chapelle au bout dudit accompagnement, une grande cour close de murailles, trois cours aux environs d'icelle; écuries, terrasses, portes cochères, ponts-levis et planchettes et fossés revêtus de fortes murailles; une basse-cour composée de plusieurs bâtiments et écuries, granges et étables; tous lesdits bâtiments couverts d'ardoises; jardins, vergers et issues joignant ledit château; trois avenues revêtues de bois de haute futaye; deux jeunes bois de haute futaye proche les avenues, nommés les Semés, contenant environ trois arpens, au milieu desquels est un bâtiment logeable avec une chapelle, nommée la chapelle du Semé, fondée sous le nom de Saint René; le domaine de 200 journaux de terre labourable et six vingts hommées de pré; les bois de haute futaie et taillis de la Charnie, contenant plus de 2000 arpens et 700 arpens de landes.

## La famille de Bouillé
La famille de Bouillé est une famille mayennaise dont la notoriété couvrit surtout le XVIe siècle et le XVIIe siècle. On a voulu la rattacher à celle du même nom en Auvergne mais Gustave Chaix d'Est-Ange écrit qu'il n'y a pas de preuves certaines. Elle a pris en Anjou son nom des paroisses de Bouillé-Ménard et Bouillé-Thévalles. Les Bouillé du Maine prennent rang dans la noblesse par leurs alliances et leur richesse au cours du XVe siècle. 
Outre la terre patrimoniale de Bouillé, celles de Mézangers, de Chelé à Hambers, du Bourgneuf en Jublains, pour ne citer que les plus importantes de leurs possessions, attestent leur fortune. La part que les Bouillé prirent à l'expédition de Charles VIII en Italie (1494) explique les goûts artistiques qui se manifestèrent dans les édifices de Bouillé, Mézangers et Chelé. Le rôle vraiment historique de la famille commence avec les guerres de religion. On disait proverbialement au temps de Jean-Baptiste Colbert : noble Bouillé, riche Vassé.

### Blasonnement
D'argent à la fasce de gueules frettée de sable, accompagnée de deux burelles de gueules.

### Les seigneurs de Bouillé
- Jean de Bouillé, veuf de Marie de Tigné, épouse Jeanne de la Vaucelle, dont naît :
- Fouquet de Bouillé, épouse en 1420 Jeanne du Boisgamats.
- Marguerite de Bouillé, fille de Foulques, fut abbesse d'Étival-en-Charnie de 1461 à 1477, et résigna le 6 octobre 1477 en faveur de Jeanne de Laval, sœur de Gilles de Laval-Loué, évêque de Sées de 1493 à 1502.
- 1485 Louis de Bouillé, chevalier, fonde la chapelle de Saint-Adrien en l'église de Torcé.
- 1498 Jean de Bouillé épouse Madeleine Le Maire, fille du seigneur de Mézangers. On le trouve parmi les héritiers de René de la Vaucelle, seigneur d'Audray, en Beaulieu. Il déclare que lui et ses prédécesseurs ont toujours fait leur principale demeurance en la maison de Bouillé.
- 1510 mariage de François de Bouillé, qui a succédé à son père. Il est qualifié chevalier en 1525. Marguerite de la Jaille, sa veuve, vivait en 1541.
- René de Bouillé, fils unique, fut comte de Créance par suite de son mariage avec Jacquine d'Estouteville. Il fit plusieurs emprunts au chapitre du Mans en 1560, 1561. Meurt avant 1576.
- René de Bouillé, fils aîné, joua un grand rôle dans les guerres de l'époque.
- Claude de Bouillé, frère du précédent. Comme cadet de la famille, il fut destiné d'abord à l'Église et reçut la tonsure dans l'abbaye d'Étival-en-Charnie des mains de Charles d'Angennes, en 1565. Mais bientôt, à l'exemple de son frère et dans le même parti, il embrassa la carrière des armes, sous la conduite de M. de Chourses, seigneur de Malicorne. Il défendit Sainte-Suzanne contre les ligueurs en 1589, servit sous les ordres de son frère l'année suivante, sous le nom de comte de Créance le jeune, parut à la bataille de Craon en 1592, puis au siège de Mayenne. Nommé gouverneur de cette dernière place en 1593, il garda ce titre jusqu'à la fin de la guerre civile, et fut aussi lieutenant du duc de Longueville en Normandie. Un acte du 10 août 1597 le qualifie chevalier de l'ordre de Saint-Michel.
- René de Bouillé, fils aîné de René de Bouillé et de Renée de Laval, fit ériger la terre de Bouillé en marquisat ou, du moins, prit le nom de marquis de Bouillé. On le nommait dans le pays : "le grand roi de la Charnie". Marié d'abord à Marthe de Beaumanoir, puis à Mlle de la Guiche de Saint-Géran, il vivait encore en 1644. Vivant à une époque de paix relative, il n'eut pas l'occasion de se signaler comme son père et son oncle Claude, mais bénéficia de leurs services, qui furent récompensés en sa personne par des titres et des faveurs. Le marquisat fut créé pour lui, il fut conseiller d'État et d'épée, capitaine de 50 hommes d'armes, chevalier de l'ordre du roi, député de la noblesse aux États de Sens (1614) et de Paris (1615), gouverneur de Laval (de 1614 à 1644).
- Éléonore-Renée de Bouillé, seule héritière d'une immense fortune, épousa en 1644 Henry de Daillon, marquis d'Illiers, fils du comte du Lude, dont elle n'eut pas d'enfants. Éléonore (†1681) est l'une des plus célèbres figures de la famille de Bouillé. Mentionnée dans la correspondance de Madame de Sévigné, elle paraît cependant peu à la Cour et préfère se consacrer à sa passion, la chasse, en forêt de Charnie. Elle a fait l'objet de légendes mettant en scène sa cruauté. On dit que son spectre, celui de la "Dame verte", hantait les murs du château du Rocher à Mézangers, propriété de la famille de Bouillé à partir de 1624[2].
- Elle laissait le reste de sa fortune, Bouillé spécialement, aux petits-enfants d'Urbain de Bouillé, son oncle. Celui-ci était mort à Grazay en 1655, laissant d' Anne de Feschal, Philippe de Bouillé, comte de Créance, seigneur de Champfleury, qui eut un fils et une fille, Anne-Louise, victime trop docile du rapt de ce damné de Pomenars, dont les histoires défrayèrent la ville et la cour. Jacques-Philippe de Charnacé, qu'elle épousa ensuite, eut d'autres disgrâces ; la fortune des Bouillé, déjà obérée à la mort de la marquise du Lude, fut de plus en plus compromise.
- Le château de Bouillé, vendu d'abord en 1684 au duc de Conti par un acte que la princesse de Conti révoqua, fut définitivement acquis par Jean-Louis Portail, chevalier, seigneur de Vaudreuil, président à mortier au parlement de Paris, le 26 mars 1732.
- Une vente nationale du domaine, divisé en dix-neuf lots, eut lieu le 1er messidor an II, soit le 19 juin 1794, et fut attribuée à Louise-Aglaé de Conflans, duchesse de Rohan-Montbazon, héritière de Louis-Gabriel, marquis de Conflans, et d'Antoinette Portail.

## À voir dans les environs
- Pays d'art et d'histoire Coëvrons-Mayenne
- Château de Sainte-Suzanne
- Château du Rocher
- Château de Foulletorte
- Abbaye d'Étival-en-Charnie

## Sources et Bibliographie
- « Château de Bouillé », dans Alphonse-Victor Angot et Ferdinand Gaugain, Dictionnaire historique, topographique et biographique de la Mayenne, Laval, A. Goupil, 1900-1910 [détail des éditions] (BNF 34106789, présentation en ligne)
- Le patrimoine des communes de la Mayenne, Éditions Flohic, Paris 2002,  (ISBN 2-84234-135-X)